# ماريو ناشيمبيني
ماريو ناشيمبيني (28 نوفمبر 1913 - 6 يناير 2002) من أشهر مؤلفي الموسيقى التصويرية للأفلام الإيطالية في القرن العشرين. امتدت مسيرته المهنية على مدى ستة عقود، نال خلالها العديد من الجوائز عن المحتوى المبتكر لأسلوبه التلحيني. خلال مسيرته المهنية قام بتأليف الموسيقى التصويرية لأكثر من 150 فيلمًا.

## سيرة حياته
درس ناشيمبيني التأليف والقيادة الأوركسترالية في معهد "فيردي" للموسيقى في ميلانو "Milan Conservatory" تحت إشراف إلديبراندو بيتزيتي "Ildebrando Pizzetti"، وبعد التخرج كتب العديد من قطع موسيقى الحجرة والباليه.
وضع الموسيقى التصويرية لفيلم "L'amore canta" (أغنية الحب)، الذي أخرجه فرديناندو ماريا بوجولي "Ferdinando Maria Poggioli" عام 1941، فتح نجاح هذا الفيلم باب تلحين موسيقى الأفلام التصويرية. كان أحد الملحنين الإيطاليين القلائل الذين استندت مسيرتهم الموسيقية على أعمالهم السينمائية.
عُرِفَ بابتكاره دمج أصوات الآلات غير الأوركسترالية في موسيقاه مثل صوت القيثارة أو الهارمونيكا، والضوضاء اليومية (مثل دقات الساعة، أو رنين جرس الدراجة أو صوت الآلات الكاتبة في فيلم روما 11:00 "Rome 11:00").
بعد الحرب العالمية الثانية، طور شراكة فنية مع مخرجي الأفلام الإيطاليين المشهورين مثل جوزيبي دي سانتيس وروبرتو روسيليني. كما ألف الموسيقى التصويرية لأفلام شهيرة في هوليوود، بما في ذلك فيلم الكونتيسة الحافية للمخرج جوزيف إل. مانكيفيتش عام 1954، وفيلم الإسكندر الأكبر للمخرج روبرت روسن "Robert Rossen" عام 1956، وفيلم الفايكنج للمخرج ريتشارد فلايشر عام 1958، وفيلم سليمان وشيبا للمخرج كينج فيدور عام 1959. قاد فرانكو فيرارا"Franco Ferrara" هذه المقطوعات الموسيقية.

## الجوائز
خلال مسيرته المهنية، فاز ماريو ناشيمبيني ثلاث مرات بجائزة ناسترو دي أرجينتو لأفضل موسيقى تصويرية "Nastro d'Argento for Best Score" في عام 1952 عن فيلم Rome 11:00، وفي عام 1960 عن فيلم Violent Summer، وفي عام 1968 عن فيلم Pronto... c'è una certa Giuliana per te.
رشح أيضًا لجائزة ديفيد دي دوناتيلو في عام 1990 عن عمله في Blue dolphin - l'avventura continua ، حصل ناشيمبيني على جائزة "Career David" من جوائز ديفيد دي دوناتيلو في عام 1991 تكريماً لإنجازاته مدى الحياة في موسيقى الأفلام.
 

## روابط خارجية
- Mario Nascimbene in Epdlp
- ماريو ناشيمبيني في قاعدة بيانات الأفلام على الإنترنت